# Australie au Concours Eurovision de la chanson 2021
L'Australie est l'un des trente-neuf pays participants du Concours Eurovision de la chanson 2021, qui se déroule à Rotterdam aux Pays-Bas. Le pays est représenté par la chanteuse Montaigne et sa chanson  Technicolour, sélectionnées en interne par le diffuseur australien SBS. Le pays se classe 14e avec 28 points en demi-finale, ne parvenant pas à se qualifier pour la finale.

## Sélection
Le diffuseur australien SBS annonce sa participation à l'Eurovision 2021 le 2 avril 2020. Le pays confirme dès lors la reconduction de Montaigne comme représentante du pays après l'annulation de l'édition 2020. Sa chanson, intitulée Technicolour, est publiée le 4 mars 2021.

## À l'Eurovision
Le 20 avril 2021, il est confirmé qu'en raison des restrictions de voyage liées à la pandémie de COVID-19 dans le pays, la délégation australienne ne pourra pas se rendre à Rotterdam. L'Australie doit donc recourir à sa prestation pré-enregistrée. L'Australie participe à la première demi-finale, le 18 mai 2021. Y recevant 28 points, le pays se classe 14e et ne parvient pas à se qualifier en finale. C'est la première fois depuis ses débuts en 2015 que le pays manque la finale.